# 㵲阳镇
㵲阳镇，是中华人民共和国贵州省黔东南苗族侗族自治州镇远县下辖的一个乡镇级行政单位。

## 行政区划
㵲阳镇下辖以下地区：
顺城社区、兴隆社区、新中社区、民主社区、共和社区、文德社区、盘龙社区、西秀社区、西门社区、和平社区、联合社区、东关社区、柏杨坪村、箱子岩村、沿河村、两路村、黄桑田村、魏家屯村、思南塘村、白家坟村、界牌村、苦李村、岔河村和甘溪村。

## 交通
- 沪昆铁路：镇远站